# Portoghesi
I portoghesi (in lingua portoghese: portugueses) sono un gruppo etnico del Portogallo, nella Penisola iberica occidentale. La loro lingua predominante è il portoghese, mentre la religione maggiormente diffusa è il cattolicesimo romano.
Fondatori di un impero mondiale, i portoghesi si sono diffusi, per colonizzazione e per emigrazione, nelle Americhe, in Africa e in Asia.